# Canton de Saint-Benin-d'Azy
Pour les articles homonymes, voir Bénin (homonymie).
Le canton de Saint-Benin-d'Azy est une ancienne division administrative française située dans le département de la Nièvre et la région Bourgogne.

## Géographie
Ce canton est organisé autour de Saint-Benin-d'Azy et est l'un des 13 cantons de l'arrondissement de Nevers. Son altitude varie de 182 m (La Fermeté) à 441 m (Saint-Sulpice) pour une altitude moyenne de 259 m.

## Représentation

### Conseillers généraux de 1833 à 2015
| Période | Période      | Identité                                                   | Étiquette         | Qualité |
| ------- | ------------ | ---------------------------------------------------------- | ----------------- | --- |
| 1833    | 1836         | Henry Jean Flamen d'Assigny                                |                   | Ancien garde du corps du Roi Louis XVIII Propriétaire du château de Sury, maire de Saint-Jean                                            |
| 1836    | 1848         | Comte Charles Regnault de Savigny de Montcorps (1805-1865) |                   | Officier de cavalerie propriétaire à Nevers, et à Gimouille                                                                              |
| 1848    | 1871         | Marquis Charles de Saint-Phalle                            |                   | Ancien capitaine des lanciers de la Garde Propriétaire du château de Montgoublin Maire de Saint-Benin-d'Azy Président du Conseil Général |
| 1871    | 1877 (décès) | Louis Germain Merceret                                     | Républicain       | Ancien capitaine de hussards Propriétaire à Saint-Benin-d'Azy                                                                            |
| 1877    | 1884         | Vicomte Georges Arnaud de Saint-Sauveur                    | Droite            | Maire de Saint-Firmin |
| 1884    | 1901 (décès) | Victor Frébault                                            | Républicain       | Banquier - Maire de Saint-Benin-d'Azy (1882-1901), conseiller d'arrondissement Président du Conseil Général                              |
| 1901    | 1905 (décès) | Benoît Poncet                                              | Républicain, Rad. | Médecin à Anlezy, conseiller d'arrondissement                                                                                            |
| 1905    | 1912 (décès) | Claude Amiot                                               | Rad.              | Maire de Saint-Benin-d'Azy (1904-1912)                                                                                                   |
| 1912    | 1922 (décès) | Alphonse Colas                                             | Républicain       | Maire de Saint-Benin-d'Azy (1912-1922)                                                                                                   |
| 1922    | 1932         | Claude, dit Charles Guillon                                | SFIO              | Agriculteur et bûcheron Député (1928-1932)                                                                                               |
| 1932    | 1940         | Robert Guény                                               | URD               | Maire de Billy-Chevannes Nommé conseiller départemental en 1943                                                                          |
|         |              |                                                            |                   | |
| 1945    | 1964         | Robert Guény                                               | DVD-CNIP          | Maire de Billy-Chevannes Président du Conseil Général (1949-1964)                                                                        |
| 1964    | 1977 (décès) | Pierre Petit                                               | CIR puis PS       | Ancien sapeur-pompier Sénateur (1974-1977) Maire de Saint-Benin-d'Azy (1957-1977)                                                        |
| 1978    | 1994         | Gilbert Clair                                              | PS                | Instituteur Maire de Saint-Benin-d'Azy (1977-1995)                                                                                       |
| 1994    | 2008         | Philippe Graillot                                          | PS                | Ancien Directeur des Sports au Secrétariat à la Jeunesse et aux Sports Maire de Montigny-aux-Amognes (1983-2008)                         |
| 2008    | 2015         | Jean-Luc Gauthier                                          | UMP               | Agriculteur propriétaire-exploitant Maire de Saint-Benin-d'Azy (2014-) Elu en 2015 dans le Canton de Guérigny                            |

### Conseillers d'arrondissement (de 1833 à 1940)
| Période                                  | Période      | Identité                                            | Étiquette    | Qualité |
| ---------------------------------------- | ------------ | --------------------------------------------------- | ------------ | --- |
| 1833                                     | 1842         | M. Pinet                                            |              | Propriétaire à Limon                                                                                        |
| 1842                                     | 1848         | Charles Marie Boucher fils (1809-1864)              |              | Propriétaire à Billy                                                                                        |
|                                          |              |                                                     |              | |
|                                          | 1884         | Victor Frébault                                     | Républicain  | Banquier - Maire de Saint-Benin-d'Azy (1882-1901)                                                           |
| 1884                                     | 1889         | Marquis Philippe-Arthur de Saint-Phalle (1823-1890) | Conservateur | Ancien lieutenant-colonel d'infanterie, propriétaire du Château de Montgoublin à Saint-Benin-d'Azy          |
| 1889                                     | 1895         | Comte Pierre de Damas d'Anlezy                      | Conservateur | Propriétaire du château d'Anlezy                                                                            |
| 1895                                     | 1898         | Léon Desnoyers (1857-1945)                          | Socialiste   | Négociant et cafetier, conseiller municipal de La Fermeté                                                   |
| 1898                                     | 1901         | Benoît Poncet                                       | Radical      | Médecin à Anlezy                                                                                            |
| 1901                                     | 1905 (décès) | Jean-Baptiste Amiot                                 | Radical      | Maire de Saint-Benin-d'Azy                                                                                  |
| 1905                                     | 1919         | Jean Labarre                                        | Radical      | Maire de Trois-Vèvres                                                                                       |
|                                          |              |                                                     |              | |
| 1928                                     | 1940         | Louis Labbé                                         | SFIO         | Épicier, maire d'Anlezy                                                                                     |
| 1940                                     |              |                                                     |              | Les conseils d'arrondissement ont été suspendus par la loi du 12 octobre 1940 et n'ont jamais été réactivés |
| Les données manquantes sont à compléter. |              |                                                     |              | |

## Composition
Le canton de Saint-Benin-d'Azy groupait 16 communes et comptait 5 297 habitants (population municipale de 2006).
| Communes               | Population (2012) | Code postal | Code Insee |
| ---------------------- | ----------------- | ----------- | ---------- |
| Anlezy                 | 290               | 58270       | 58006      |
| Beaumont-Sardolles     | 121               | 58270       | 58028      |
| Billy-Chevannes        | 341               | 58270       | 58031      |
| Cizely                 | 55                | 58270       | 58078      |
| Diennes-Aubigny        | 107               | 58340       | 58097      |
| La Fermeté             | 622               | 58160       | 58112      |
| Fertrève               | 117               | 58270       | 58113      |
| Frasnay-Reugny         | 69                | 58270       | 58119      |
| Limon                  | 171               | 58270       | 58143      |
| Montigny-aux-Amognes   | 545               | 58130       | 58176      |
| Saint-Benin-d'Azy      | 1 248             | 58270       | 58232      |
| Saint-Firmin           | 149               | 58270       | 58239      |
| Saint-Jean-aux-Amognes | 463               | 58270       | 58247      |
| Saint-Sulpice          | 469               | 58270       | 58269      |
| Trois-Vèvres           | 241               | 58260       | 58297      |
| Ville-Langy            | 289               | 58270       | 58311      |

## Démographie
| 1962  | 1968  | 1975  | 1982  | 1990  | 1999  | 2006  | 2009 |
| ----- | ----- | ----- | ----- | ----- | ----- | ----- | ---- |
| 5 107 | 5 463 | 4 908 | 4 872 | 5 110 | 5 023 | 5 297 | -    |

Histogramme de l'évolution démographique depuis 1962 :